# Pimpinella sisaroidea
Pimpinella sisaroidea är en flockblommig växtart som först beskrevs av Dc., och fick sitt nu gällande namn av Ida P. Mandenova. Pimpinella sisaroidea ingår i släktet bockrötter, och familjen flockblommiga växter. Inga underarter finns listade i Catalogue of Life.